# Mesotype parallelolineata
Mesotype parallelolineata (synoniem: Perizoma parallelolineata) is een nachtvlinder uit de familie van de spanners (Geometridae).
De spanwijdte is 23 tot zo'n 26 millimeter. De vleugels hebben een grijswitte basiskleur. Over de voorvleugels lopen twee evenwijdige bruine lijnen. In rust liggen de lijnen op beide vleugels in elkaars verlengde.
De soort vliegt in een jaarlijkse generatie van eind augustus tot en met september. De soort overwintert als ei. Als waardplanten zijn diverse kruidachtige planten bekend, zoals walstro, zuring, weegbree en paardenbloem. De rups is te vinden van mei tot juli.
De soort komt voor van een groot deel van Europa tot de Altaj. In België is de soort zeer zeldzaam, en alleen bekend uit het zuiden. In Nederland is de soort niet waargenomen. De habitat is ruig open landschap.